# Pascual Barraza
Pascual Barraza Barraza (La Serena, 17 de mayo de 1910- Santiago de Chile, 6 de enero de 1989) fue un dirigente y político chileno, miembro del Partido Comunista (PC). Durante el gobierno del presidente Salvador Allende ocupó el cargo de ministro de Obras Públicas y Transportes entre 1970 y 1972.

## Biografía
Nació en la ciudad chilena de La Serena en 1910. Estuvo casado con Sofia Yeomans Godoy con quien tuvo un hijo y una hija, divorciado y casado por segunda vez con Carmen Ramírez Ramírez con quien tuvo dos hijos. Trabajó como obrero y se formó en la lucha sindical y política, ingresando a las filas del Partido Comunista de Chile (PC) en 1925, a los quince años; ocupó cargos directivos en su partido desde 1934.
Fue dirigente de la Confederación de Trabajadores de Chile (CTCh) en 1937, organización precursora de la actual Central Unitaria de Trabajadores de Chile (CUT). Luego, entre 1939 y 1973, actuó como miembro del Comité Central del PC. Durante vigencia de la «Ley de Defensa Permanente de la Democracia», también conocida como Ley Maldita, promulgada en el gobierno del presidente Gabriel González Videla y que proscribió al Partido Comunista, fue vetado de sus cargos en el mismo. Además, permaneció desde 1948 hasta 1950, en el campo de concentración de Pisagua y, a continuación, en la frontera con Bolivia y en la isla de Chiloé. Posteriormente, fue gerente de la Editorial Lautaro, administrador del diario El Siglo y gerente de Horizonte. 
El 13 de noviembre de 1949 fue detenido por funcionarios de la Policía de Investigaciones de Chile (PDI), indicándolo como instigador de planes terroristas que pretendía poner en práctica durante las fiestas de la primavera, en aquellos años.
Fue elegido regidor por la comuna de La Granja, Chile en 1960 y ocupó la alcaldía desde 1961 hasta 1970. En 1961 llegó a ser dirigente nacional de la Confederación Nacional de Municipalidades y ocupó la Secretaría Nacional de Organización del mencionado gremio edilicio. También fue presidente del Consejo Local de Deportes de La Granja.
Por otra parte, fue invitado a diversos países comunistas en cuatro oportunidades: Bulgaria (1960), Cuba (1964), República Democrática Alemana (1965) y la Unión Soviética, este último con motivo del 50.º aniversario de la Revolución de Octubre (1967).
Con la llegada del socialista Salvador Allende a la presidencia de la República el 3 de noviembre de 1970, tomó posición en el gabinete ministerial como ministro de Obras Públicas y Transportes, cargo que ejerció hasta el 2 de noviembre de 1972. Simultáneamente, en el desempeño del puesto, entre los días 10 y 17 de septiembre de 1971, asumió como ministro de Vivienda y Urbanismo, en calidad de subrogante.
Tras el golpe de Estado de 1973 estuvo en la semiclandestinidad. En agosto de 1981 asistió a un acto en la vicaría de una Pastoral Obrera, en donde se constituye el «Comité de Defensa de la Libertad Sindical». 
Asistió junto a personalidades de todos los partidos de la oposición, incluyendo al expresidente Eduardo Frei Montalva y a la comunista María Maluenda, quien fue diputada por Santiago. Fue criticado por Miguel Kast, por la política laboral. Posteriormente estuvo viviendo bajo arresto domiciliario en su casa en Santiago de Chile.
En 1986 fue detenido nuevamente, en la ciudad de Viña del Mar, junto a otros nueve manifestantes que fueron a rendir un homenaje a la tumba del expresidente Salvador Allende, el 11 de septiembre.